# Ñancul
Ñancul (del mapudungun ñanko, ‘aguilucho’) es un caserío de la comuna de Panguipulli ubicado en el sector suroeste del territorio comunal, a 12 km de la cabecera comunal.
Esta localidad, rodeada por río Mañío que desemboca en el río San Pedro, pertenece históricamente a la familia Millaguir (‘zorro dorado’), descendiente de Tadeo Millaguir Puelpan, el gran longko del territorio de Panguipulli. Las personas que aquí habitan son todos familiares, contando con terrenos a ambos lados de la carretera. 
Aquí se encuentra la escuela particular Pampa Ñancul y la capilla católica Jesús Nazareno. Los terrenos donde se emplazado el colegio, la capilla y la población Los Ríos fueron donados por Asunción Collilef, viuda de Federico Millaguir, hijo de Tadeo Millaguir.

## Hidrología
Ñancul se encuentra ubicado junto al estero Mañío, al igual que la localidad de Santa Olga. El estero Mañío es tributario del río San Pedro.

## Accesibilidad y transporte
Ñancul se encuentra a 15 km del lago Pirihueico a través de la Ruta 203.